# 103
Năm 103 là một năm trong lịch Julius. 

## Sự kiện
- Quốc vương Traianus và Manius Laberius Maximus trở thành Quan chấp chính.

## Mất
- Kanishka, Vua Đế quốc Quý Sương (có thể năm này?)
- Frontinus, Đế quốc La Mã tác giả (TCN 40)